# يوم القيامة

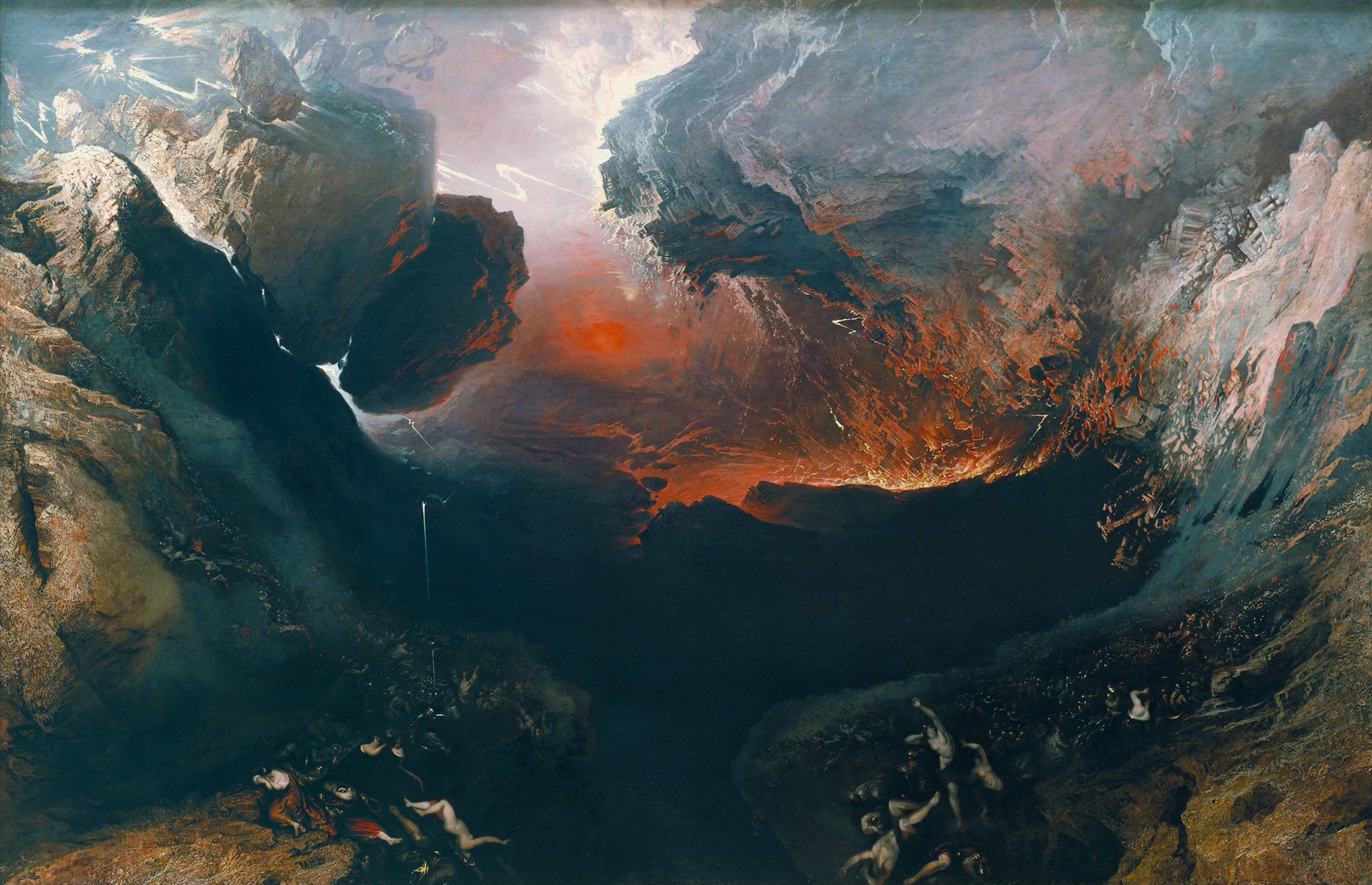
يوم غضبه العظيم بريشة الرسام الإنجليزي جون مارتن تصور يوم القيامة. ضمن مجموعة تيت، لندن.

يَوْم الْقِيَامَة أو يَوْم الدِّين (بالعبرية: יום הדין‏)، يمثل جزءًا من نظرة الأديان الإبراهيمية وأديان أخرى مثل الزرادشتية لنهاية هذا الكون.

## في اليهودية
«يوم الحساب» ترجمة لمصطلح (يوم هدَّين) وهو مصطلح عبري يعني «اليوم الذي سيحاسب فيه الإله كل البشر في آخر الأيام». وهو تطوير لمصطلح«يوم الرب» ذي الطابع الحلولي القومي المتطرف الذي كان يعني حدوث الخلاص (الثواب والعقاب) داخل إطار قومي. وقد تحول هذا المفهوم القومي الأخير (على يد النبي عاموس وغيره من الأنبياء) إلى مصطلح «يوم الحساب» أو «يوم الحكم والقضاء» (العالمي والشامل) وهو يوم سيحاسب فية كل الناس يهودا كانوا أو اغيارا دون تمييز أو تفرقة. وقد حذر عاموس شعبة من أن الإله سيحطم جماعة يسرائيل بسبب فسادها (عاموس 5/18) وأكد كل من إرميا وحزقيال (إرميا31/29 -30, حزقيال 18) المسئولية الفردية كما اكد كثير من الأنبياء ان النفي عقوبة تستحقها جماعة يسرائيل. لكن أول إشارة للثواب والعقاب بعد البعث ترد في أشعياء (اصحاح26) ودانيال (12/2): «وكثيرون من الراقدين في تراب الأرض يستيقظون، هؤلاء إلى الحياة الأبدية وهؤلاء إلى العار للازدراء الأبدي». وتطور المفهوم فأصبح المصطلح يشمل الموتى الذين سيبعثون يوم الحساب حتى يشملهم الحساب هم أيضا.
ويلاحظ أن مفهوم يوم الحساب الذي لم يستقر بصورته الجديدة إلا بعد المرحلة البابلية لم يفقد محتواه القومي تماما إذ نكتشف أن اليهود سيتطهرون في يوم الحساب من آثامهم ثم تعود البقية الصالحة منهم إلى أرض الميعاد ليحيوا حياة سعيدة هنيئة كما جاء في سفر هوشع (14,2). كما يجب التنبيه أيضا إلى أن يوم الحساب ليس مثل يوم القيامة أو الآخرة لأنه (حسب كثير من التفسيرات) سيحل قبل البعث النهائي أي أنه واقعة تاريخية (وفي هذه الدنيا) وهو مثل المرحلة الألفية سيقع قبل الآخرة ولن يحاسب فيه إلا الأحياء الموجودون في الدنيا بالفعل. وكان البعض يرى أن الإله يحاسب العالمين أربع مرات كل عام. وكان البعض يؤمن بأن عيد راس السنة اليهودية هو اليوم الذي يحاسب فيه الإله البشر وأن أحكامه تصبح نهائية في يوم الغفران.

## في المسيحية

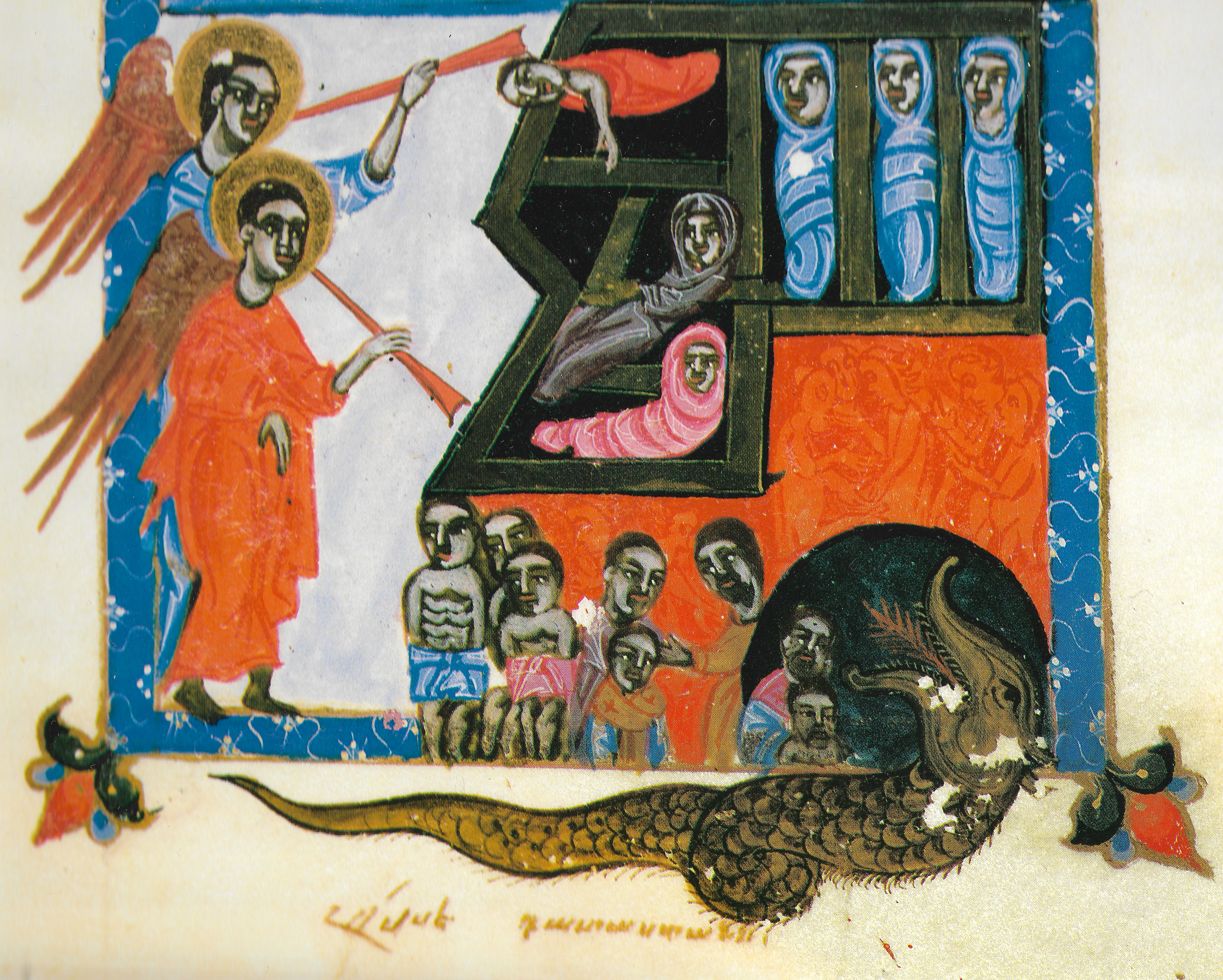
منمنمة أرمنية ليوم القيامة من إنجيل القرم، 1679.

فسيفساء الملائكة تنفخ بالصور يوم القيامة، من كاتدرائية تورسيلو في إيطاليا.